# Borovina, Smolean
Borovina (în bulgară Боровина) este un sat în comuna Madan, regiunea Smolean,  Bulgaria. 

## Demografie
Componența etnică a satului Borovina
     Bulgari (56,37%)
     Nicio identificare (40,05%)
     Altele (3,57%)
La recensământul din 2011, populația satului Borovina era de 392 locuitori. Din punct de vedere etnic, majoritatea locuitorilor (56,37%) erau bulgari. Pentru 40,05% din locuitori nu este cunoscută apartenența etnică.